# Neolophonotus bimaculatus
Neolophonotus bimaculatus är en tvåvingeart som beskrevs av Jason Gilbert Hayden Londt 1986. Neolophonotus bimaculatus ingår i släktet Neolophonotus och familjen rovflugor. Inga underarter finns listade i Catalogue of Life.